# Jean Rose
Jean Rose, indicato anche come John, Jonathan o Row o Rowe (Francia, XVII secolo – 1688), è stato un pirata francese.

## Biografia
Le prime notizie su Jean Rose,  che lo descrivono essere conte,  risalgono ai primi anni '80 del Seicento quando lo troviamo associato ai capitani pirati John Coxon, Cornelius Essex, Robert Allison, Thomas Magott e Bartholomew Sharp per il saccheggio di Puerto Bello; in quell'occasione si trovava a bordo di un brigantino e poco dopo al gruppo si aggiunse anche il francese Jean Bernanos. Dopo la conquista della cittadina, i bucanieri inglesi decisero di marciare nell'entroterra di Panama, mentre i francesi se ne separarono.
Rose si unì ad altri bucanieri l'anno successivo, razziando diversi insediamenti costieri ed utilizzando Tortuga come base per le proprie scorribande nell'area di Caracas. Fece parte del gruppo di Michel de Grammont nel 1684, associandosi poi a Michiel Andrieszoon e ad altri nel 1685. Nel febbraio di quell'anno un gruppo di pirati francesi tra cui Rose, Mathurin Desmarestz e Pierre le Picard, oltre ad Andrieszoon e ad altri,  iniziarono ad unire le loro forze, attraversarono Panama e si unirono a Francois Grogniet ed a Jean L'Escuyer. Assieme alle forze dei pirati inglesi Edward Davis, William Knight, Charles Swan, Francis Townley e Peter Harris razziarono Chepo e tentarono di catturare la flotta tesoriera spagnola. L'attacco fallì e quando gli inglesi incolparono Grogniet e i francesi della sconfitta, l'accordo si ruppe. Dopo aver razziato Leon Realejo e altri villaggi, Davis scelse di tornare nei Caraibi e Rose salpò con lui.